# Békéssámson
Békéssámson là một thị trấn thuộc hạt Békés, Hungary. Thị trấn này có diện tích 71,21 km², dân số năm 2010 là 2371 người, mật độ 33 người/km².